# Groupe de NGC 1207
Le groupe de NGC 1207 est un trio de galaxies situées dans la constellation de Persée. La distance moyenne entre ce groupe et la Voie lactée est d'environ 64,9 Mpc (∼212 millions d'al). 

## Membres
Le tableau ci-dessous liste les trois galaxies du trio indiquées dans l'article de A.M. Garcia paru en 1993. 
| Nom      | Class.     | Type                  | α (J2000.0)   | δ (J2000.0) | Vitesse radiale (km/s) | m     | Distance (Mpc) | Diamètre (kal) |
| -------- | ---------- | --------------------- | ------------- | ----------- | ---------------------- | ----- | -------------- | -------------- |
| NGC 1207 | SAB(rs)bc? | Spirale intermédiaire | 03h 08m 15.5s | 38° 22′ 56″ | 4800 ± 6               | 12,7  | 68,2 ± 4,8     | 170            |
| NGC 1233 | Sb         | Spirale               | 03h 12m 33.1s | 39° 19′ 08″ | 4389 ± 7               | 13,2  | 62,2 ± 4,4     | 141            |
| UGC 2604 | SAB(s)c    | Spirale intermédiaire | 03h 14m 40.5s | 39° 37′ 03″ | 4521 ± 5               | 12,33 | 63,2 ± 4,5     | 95             |

Le site DeepskyLog permet de trouver aisément les constellations des galaxies mentionnées dans ce tableau ou si elles ne s'y trouvent pas, l'outil du site constellation permet de le faire à l'aide des coordonnées de la galaxie. Sauf indication contraire, les données proviennent du site NASA/IPAC.